# Piers Edgcumbe, 5. Earl of Mount Edgcumbe
Piers Alexander Hamilton Edgcumbe, 5. Earl of Mount Edgcumbe (* 2. Juli 1865; † 18. April 1944) war ein britischer Adliger, Offizier und Politiker.

## Herkunft und Jugend
Piers Edgcumbe war der einzige Sohn von William Edgcumbe, 4. Earl of Mount Edgcumbe und dessen ersten Ehefrau Katherine Hamilton. Als Heir apparent seines Vaters führte er den Höflichkeitstitel Viscount Valletort. Er studierte an der Universität Oxford.

## Dienst als Offizier
Edgcumbe trat in die Milizreserve der British Army ein und wurde 1885 Lieutenant des 2nd (Prince of Wales's) Battalion des 5th Devonshire Regiment. 1886 wechselte er zum 3rd Bataillon der Duke of Cornwall's Light Infantry. 1891 wurde er zum Captain befördert. Von 1899 bis Anfang 1902 diente er während des Burenkriegs in Südafrika. 1904 wurde er zum Major und 1908 zum Lieutenant-Colonel und Kommandeur des 3rd Bataillon befördert. 1909 wurde er zum Honorary Colonel ernannt und 1911 schied er vorerst aus dem Armeedienst aus. Anlässlich des Ersten Weltkriegs wurde er 1914 reaktiviert und wurde als Major des 3rd Bataillon in Großbritannien eingesetzt. Nach Kriegsende beendete er schließlich 1919 seinen Armeedienst.

## Earl of Mount Edgcumbe
Nach dem Tod seines Vaters 1917 hatte Edgcumbe die Familienbesitzungen und den Titel Earl of Mount Edgcumbe geerbt. Damit wurde er Mitglied des House of Lords, dazu diente er als Friedensrichter und als Deputy Lieutenant von Cornwall und von Devon. Er machte den Park seines Anwesens Mount Edgcumbe einmal in der Woche öffentlich zugänglich. Angesichts eines fehlenden Sozialsystems zahlte er seinen Dienstboten im Ruhestand eine Pension, bot ihnen auch im Ruhestand eine Unterkunft an und unterstützte Angestellte, die aufgrund eines Arbeitsunfalls arbeitsunfähig waren. Als im April 1941 Mount Edgcumbe House durch einen deutschen Bombenangriff zerstört worden war, zog er in den alten Familiensitz Cotehele, den er schon zuvor häufig genutzt hatte.

## Ehe und Erbe
Edgcumbe hatte am 15. Mai 1911 Lady Edith Villiers (1879–1935) geheiratet, eine Tochter des Edward Villiers, 5. Earl of Clarendon. Die Ehe blieb kinderlos, so dass nach seinem Tod sein Neffe dritten Grades Kenelm Edgcumbe den Titel erbte.